# 2e division de montagne (Allemagne)
Pour les articles homonymes, voir 2e division.
La 2e Division de montagne (en allemand : 2. Gebirgs-Division) est une des divisions d'infanterie de montagne de l'armée allemande (Wehrmacht) active durant la Seconde Guerre mondiale.

## Création et différentes dénominations
La 2. Gebirgs-Division est formée  le 1er avril 1938 à partir de la 6. Division et de la 8. Brigade de la Bundesheer autrichienne.
Elle combat en Pologne en tant qu'élément du Groupe d'armées Sud. Le 23 septembre, la division attaque la 24e division  d'infanterie polonaise (colonel Boleslaw Schwarzenberg-Czerny) dans la forêt près de Bortatycze. Le III/Gebirgsjäger-Regiment 137 est coupé du reste de la division et subit de lourdes pertes jusqu'à ce que d'autres éléments de la division réussissent à les rejoindre et que les forces polonaises se soient retirées dans la soirée.
En 1940, elle prend part à l'invasion de la Norvège, où elle combat dans le centre de la Norvège et plus tard traverse la région sauvage de Trondheim à Narvik pour tenter de sauver la 3. Gebirgs-Division assiégée.
Lorsque la Norvège se rend, la division est utilisée comme force d'occupation jusqu'à l'invasion de l'Union soviétique. La division combat en Laponie sous le commandement du Corps d'armée de montagne norvégien (plus tard, XIX. Gebirgs-Armeekorps) sur le secteur nord du front de l'Est jusqu'en 1944 quand elle est transférée au Danemark. Elle combat plus tard sur le front occidental et termine la guerre près de Wurtemberg (sud de l'Allemagne). Les restes du Heeres-Gebirgsjäger-Bataillon 201 (201e bataillon d'infanterie de montagne) dissoute sont absorbés par le I./Gebirgsjäger-Regiment 137 (137e régiment d'infanterie de montagne) en février 1945.

## Organisation

### Commandants
| Date                                | Grade                      | Commandant             |
| ----------------------------------- | -------------------------- | ---------------------- |
| 1er septembre 1939 - 4 mars 1941    | General der Gebirgstruppen | Valentin Feurstein     |
| 8 mars 1941 - 1er janvier 1942      | Generalleutnant            | Ernst Schlemmer        |
| 1er janvier 1942 - 1er octobre 1943 | General der Gebirgstruppen | Georg Ritter von Hengl |
| 1er octobre 1943 - 6 février 1945   | Generalleutnant            | Hans Degen             |
| 6 février 1945 - 9 février 1945     | Oberst                     | Hans Roschmann         |
| 9 février 1945 - 8 mai 1945         | Generalleutnant            | Willibald Utz          |

### Officiers d'opérations (Ia)
| Date                               | Grade          | Commandant              |
| ---------------------------------- | -------------- | ----------------------- |
| 10 novembre 1938 - 15 octobre 1939 | Oberstleutnant | Hans Degen              |
| 15 octobre 1939 - 8 janvier 1943   | Oberst         | Eduard Zorn             |
| 8 janvier 1943 - 14 octobre 1943   | Oberstleutnant | Erwin Fußenegger        |
| 14 octobre 1943 - 1er janvier 1944 | Major          | Franz Steinhart-Hantken |
| 1er janvier 1944 - 15 février 1945 | Oberstleutnant | Hans Roschmann          |
| 15 février 1945 - Mars 1945        | Major          | Claus Becker            |
| Mars 1945 - Mai 1945               | Major          | Hermann Conrad          |

## Théâtres d'opérations
- 1er septembre au 6 octobre 1939 : Campagne de Pologne
- 1941 : Opération Silberfuchs
- 20 janvier 1945 : Poche de Colmar

## Ordre de bataille
1939
- Gebirgsjäger-Regiment 136
- Gebirgsjäger-Regiment 137
- Gebirgsjäger-Regiment 140
- Gebirgs-Artillerie-Regiment 111
- Aufklärungs-Abteilung 11
- Gebirgs-Panzerabwehr-Abteilung 47
- Gebirgs-Pionier-Bataillon 82
- Gebirgs-Divisions-Nachrichten-Abteilung 67
- Gebirgs-Divisions-Nachschubführer 67
- Gebirgs-Tragtier-Kompanie 67

1944
- Gebirgsjäger-Regiment 136
- Gebirgsjäger-Regiment 137
- Gebirgsjäger-Regiment 140
- Gebirgs-Artillerie-Regiment 111
- Aufklärungs-Abteilung 67
- Gebirgs-Panzerjäger-Abteilung 55
- Gebirgs-Pionier-Bataillon 82
- Gebirgs-Divisions-Nachrichten-Abteilung 67
- Gebirgs-Divisions-Nachschubführer 67

## Membres notables de la division
- Erwin Fussenegger (de) (1908-1986), général d'infanterie, est le premier inspecteur général des troupes de l'armée fédérale de la Deuxième République d'Autriche.
- Klaus Hornig (de) (1907-1997), officier de police et juriste allemand, emprisonné au camp de concentration de Buchenwald pour avoir prétendument brisé l'esprit de la Wehrmacht
- Wilhelm Heß (1907-1997), est commandant de la zone militaire VI de 1962 à 1968, en tant que major général de l'armée de terre de la Bundeswehr.
- Walter Hummelberger (de) (1913-1995), est un historien autrichien et un éminent spécialiste des armes.
- Karl Lütgendorf (de) (1914-1981), est ministre autrichien de la Défense de 1971 à 1977.
- Albin Nake (de) (1888-1947), commandant autrichien du régiment de chasseurs alpins 136, plus tard lieutenant-général
- Hans Riedl (de) (1919-2007), lieutenant-général de l'armée fédérale autrichienne, est commandant militaire de Salzbourg de 1978 à 1982.
- Ludwig Steiner (de) (1922-2015), diplomate et homme politique autrichien, siège au Conseil national pour l'ÖVP.